# Stephan Moebius
Stephan Moebius (* 14. November 1973 in Konstanz) ist ein deutscher Soziologe und Kulturwissenschaftler.

## Leben und Wirken
Stephan Moebius besuchte bis 1993 das humanistische Heinrich-Suso-Gymnasium in Konstanz. Nach dem Zivildienst 1993–1994 in Bremen studierte er an der Universität Bremen Soziologie und Kulturwissenschaften. 2002 promovierte er dort mit einer Arbeit über „Die soziale Konstituierung des Anderen. Grundrisse einer poststrukturalistischen Sozialwissenschaft nach Lévinas und Derrida“ zum Dr. phil. mit dem Prädikat summa cum laude.
Von 2003 bis 2008 lehrte er am Institut für Soziologie der Albert-Ludwigs-Universität in Freiburg und war Mitglied der Themenredaktion „Geschichte der Sozialwissenschaften“ der Zeitschrift „Sozial.Geschichte. Zeitschrift für historische Analyse des 20. und 21. Jahrhunderts“. Moebius war Forschungsstipendiat der Deutschen Forschungsgemeinschaft (DFG) und forschte zum 1937 von Georges Bataille, Michel Leiris und Roger Caillois gegründeten Collège de Sociologie. Mit dieser Arbeit habilitierte er 2005 an der Universität Bremen. Im Rahmen eines DFG-Projekts untersuchte er des Weiteren die Wirkungsgeschichte des französischen Soziologen und Ethnologen Marcel Mauss.
Stephan Moebius war bis 2015 Vorsitzender der Sektion Kultursoziologie in der Deutschen Gesellschaft für Soziologie (DGS) und bis 2017 Sprecher der Sektion Soziologische Theorie der Österreichischen Gesellschaft für Soziologie (ÖGS). Seit 2019 war er Sektionssprecher der im selben Jahr von ihm mitbegründeten Sektion „Soziologiegeschichte“ der Deutschen Gesellschaft für Soziologie (DGS), aktuell ist er Vorsitzender der Sektion „Geschichte der Soziologie“ der Österreichischen Gesellschaft für Soziologie (ÖGS).
2007 vertrat er den Lehrstuhl für Kulturanthropologie, Kultursoziologie und Ethnologie an der Universität Konstanz. Von 2007 bis 2009 war er Juniorprofessor für Soziologie am Max-Weber-Kolleg für kultur- und sozialwissenschaftliche Studien der Universität Erfurt und lehrte außerdem an der Staatswissenschaftlichen Fakultät der Universität, vertrat jedoch zwischenzeitlich den Lehrstuhl für Allgemeine und Theoretische Soziologie (Hartmut Rosa) an der Universität Jena. Seit September 2009 ist Moebius Universitätsprofessor und Inhaber des Lehrstuhls für Soziologische Theorie und Ideengeschichte an der Karl-Franzens-Universität Graz. 2017 wurde er zum korrespondierenden Mitglied und 2019 zum wirklichen Mitglied der Österreichischen Akademie der Wissenschaften gewählt. 2017 erhielt er den Ars Docendi-Staatspreis für exzellente Lehre der Republik Österreich.
Moebius’ Forschungsinteressen sind weit ausgelegt: Soziologische Theorie(n), Soziologiegeschichte, Soziologie in Frankreich, Poststrukturalismus/neuere französische Philosophie/Dekonstruktion, Kultursoziologie, Wissenssoziologie, Religionssoziologie, Geschlechtersoziologie, Intellektuellensoziologie, Anthropologie, Ethnologie, Thanatosoziologie, Soziologie der Geburt.

## Schriften

### Selbständige Buchveröffentlichungen
- Sociology in Germany. A History, Palgrave Macmillan, Cham 2021, ISBN 978-3-030-71865-7, Open Access: https://www.palgrave.com/gp/book/9783030718657
- Kultursoziologie. UTB/Transcript, 3. aktualisierte u. ergänzte Auflage, 2020, ISBN 978-3-8252-5454-4.
- René König. Wegbereiter der bundesrepublikanischen Soziologie. Springer VS, Wiesbaden 2016, ISBN 978-3-658-11208-0.
- René König und die „Kölner Schule“. Eine soziologiegeschichtliche Annäherung. Springer VS, Wiesbaden 2015, ISBN 978-3-658-08181-2.
- Kultur. Einführung in die Kultursoziologie, 2008, Bielefeld: transcript, ISBN 978-3-89942-697-7 (2. Auflage 2010)
- Das Sakrale, die Sünde und der Tod – Robert Hertz' religions-, kultur- und wissenssoziologische Untersuchungen (Hrsg. mit Christian Papilloud), Konstanz: UVK 2007, ISBN 978-3-89669-531-4.
- Marcel Mauss. Reihe „Klassiker der Wissenssoziologie zur Einführung, Band 2“, 2006, Konstanz: UVK, ISBN 3-89669-546-0.
- Die Zauberlehrlinge. Soziologiegeschichte des Collège de Sociologie 1937–1939, 2006, Konstanz: UVK. ISBN 3-89669-532-0.
- Praxis der Soziologiegeschichte. Methodologien, Konzeptionalisierung und Beispiele soziologiegeschichtlicher Forschung. 2004, Hamburg: Verlag Dr. Kovač, ISBN 3-8300-1323-X.
- Die soziale Konstituierung des Anderen. Grundrisse einer poststrukturalistischen Sozialwissenschaft nach Lévinas und Derrida. 2003, Frankfurt/New York: Campus Verlag (= Phil. Diss. Universität Bremen), ISBN 3-593-37268-1.
- Simmel lesen. Moderne, dekonstruktive und postmoderne Lektüren der Soziologie von Georg Simmel. 2002, Stuttgart: ibidem-Verlag, ISBN 3-89821-210-6.
- Postmoderne Ethik und Sozialität. Beitrag zu einer soziologischen Theorie der Moral. 2001, Stuttgart: ibidem-Verlag, ISBN 3-89821-155-X.

### Mitherausgaben (Auswahl)
- Soziologie der Zwischenkriegszeit. Ihre Hauptströmungen und zentralen Themen im deutschen Sprachraum. Band 3 (Hrsg. mit Karl Acham) Wiesbaden: Springer VS 2024, ISBN 978-3-658-43110-5.
- Soziologie der Zwischenkriegszeit. Ihre Hauptströmungen und zentralen Themen im deutschen Sprachraum. Band 2 (Hrsg. mit Karl Acham) Wiesbaden: Springer VS 2022, ISBN 978-3-658-31400-2.
- Soziologie der Zwischenkriegszeit. Ihre Hauptströmungen und zentralen Themen im deutschen Sprachraum. Band 1. (Hrsg. mit Karl Acham) Wiesbaden: Springer VS 2021, ISBN 978-3-658-31399-9.
- Classical Sociology from the Metropolis (Hrsg. mit Nicole Holzhauser), Special Issue des Journal of Classical Sociology, Vol. 23, Issue 4, 2023, ISSN 1468-795X
- Soziologie und Krise. Gesellschaftliche Spannungen als Motor der Geschichte der Soziologie (Hrsg. mit Nicole Holzhauser und Andrea Ploder), Wiesbaden: VS 2023, ISBN 978-3-658-35203-5.
- Handbuch Kultursoziologie. 2 Bände (Hrsg. mit Katharina Scherke und Frithjof Nungesser), Wiesbaden: Springer VS 2019, ISBN 978-3-658-07615-3.
- Soziologische Denkschulen in der Bundesrepublik Deutschland, hg. zusammen mit Joachim Fischer, Wiesbaden: Springer VS 2019, ISBN 978-3-658-22222-2.
- Handbuch Geschichte der deutschsprachigen Soziologie.
  - Band 1: Geschichte der Soziologie im deutschsprachigen Raum (Hrsg. mit Andrea Ploder), Wiesbaden 2018, Printausgabe: ISBN 978-3-658-07613-9, E-Book: ISBN 978-3-658-07614-6.
  - Band 2: Forschungsdesign, Theorien und Methoden (Hrsg. mit Andrea Ploder), Wiesbaden: VS, 2017, ISBN 978-3-658-07607-8.
  - Band 3: Zeittafel (Hrsg. mit Andrea Ploder, Nicole Holzhauser, Oliver Römer), Wiesbaden: VS, 2018, ISBN 978-3-658-19986-9.
- Zyklos. Jahrbuch für Theorie und Geschichte der Soziologie. Band 1. (Hrsg. mit Martin Endreß und Klaus Lichtblau), 2015, Wiesbaden: Springer VS.
- Kultursoziologie. Klassische Texte – Aktuelle Debatten. Ein Reader. (Hrsg. mit Frank Adloff, Frank, Sebastian Büttner, Rainer Schützeichel), 2014, Frankfurt/New York: Campus Verlag.
- Kultursoziologie im 21. Jahrhundert. (Hrsg. mit Joachim Fischer), 2014, Wiesbaden: Springer VS, 309 S., ISBN 978-3-658-03224-1.
- Kultur-Soziologie. Klassische Texte der neueren deutschen Kultursoziologie, (Hrsg. mit Clemens Albrecht), 2013, Wiesbaden: Springer VS, 430 S., ISBN 978-3-658-02253-2.
- Marcel Mauss: Schriften zur Religionssoziologie. Herausgegeben und eingeleitet von Stephan Moebius, Frithjof Nungesser und Christian Papilloud, mit einem Nachwort von Stephan Moebius, 2012, Berlin: Suhrkamp, ISBN 978-3-518-29632-5.
- Ästhetisierung des Sozialen. Reklame, Kunst und Politik im Zeitalter visueller Medien (Hrsg. mit Lutz Hieber), 2011, Bielefeld: Transcript.
- Soziologie der Geburt. Diskurse, Praktiken und Perspektiven, (Hrsg. mit Paula-Irene Villa, Barbara Thiessen), 2011, Frankfurt/New York: Campus.
- Diven, Hacker, Spekulanten. Sozialfiguren der Gegenwart (Hrsg. mit Markus Schroer), 2010, Berlin: Suhrkamp (2. Auflage 2011, 3. Auflage 2018)
- Soziologische Kontroversen. Beitrag zu einer anderen Geschichte der Wissenschaft vom Sozialen (Hrsg. mit Georg Kneer), 2010, Frankfurt a. M.: Suhrkamp.
- Avantgarden und Politik. Künstlerischer Aktivismus von Dada bis zur Postmoderne (Hrsg. mit Lutz Hieber), 2009, Bielefeld: transcript
- Poststrukturalistische Sozialwissenschaften (Hrsg. mit Andreas Reckwitz), 2008, Frankfurt/M.: Suhrkamp stw 1869, ISBN 978-3-518-29469-7.
- Kultur. Theorien der Gegenwart. 2006 (Hrsg. mit Dirk Quadflieg). Wiesbaden: VS – Verlag für Sozialwissenschaften, ISBN 3-531-14519-3, 2. erweiterte, aktualisierte Auflage 2010.
- Soziologie als Gesellschaftskritik. Festschrift für Lothar Peter (Hrsg. mit Gerhard Schäfer), Hamburg: VSA, 2006, ISBN 978-3-89965-175-1.
- Gift – Marcel Mauss’ Kulturtheorie der Gabe, 2005 (Hrsg. mit Christian Papilloud), Wiesbaden: VS – Verlag für Sozialwissenschaften, ISBN 3-531-14731-5.
- Kunst im Kulturkampf. Zur Kritik der deutschen Museumskultur. 2005 (Hrsg. mit Lutz Hieber; Karl-Siegbert Rehberg), Bielefeld: transcript, ISBN 3-89942-360-7.
- absolute Jacques Derrida. 2005 (Hrsg. mit Dietmar J. Wetzel), Freiburg/Br.: Orange Press, ISBN 3-936086-20-6.
- Französische Soziologie der Gegenwart. 2004 (Hrsg. mit Lothar Peter), Reihe UTB Soziologie, Konstanz: UVK, ISBN 3-8252-2571-2.